# Oost-Thürings voetbalkampioenschap 1930/31
In 1930/31 werd het zeventiende voetbalkampioenschap van Oost-Thüringen gespeeld, dat georganiseerd werd door de Midden-Duitse voetbalbond. Na drie jaar onderbreking werd Jena 03 nog eens kampioen en plaatste zich voor de Midden-Duitse eindronde. De club versloeg Naumburger SV 05, VfL 1911 Bitterfeld en FC Thüringen Weida. In de halve finale verloor de club van Preußen 1909 Langensalza. 

## Gauliga
| Plaatsa | Club                      | Wed. | W  | G | V  | Saldo | Ptn.  |
| ------- | ------------------------- | ---- | -- | - | -- | ----- | ----- |
| 1.      | 1. Jenaer SV 03           | 18   | 15 | 2 | 1  | 58:19 | 32:4  |
| 2.      | VfB 1910 Apolda           | 18   | 13 | 1 | 4  | 53:26 | 27:9  |
| 3.      | SC Apolda                 | 18   | 12 | 2 | 4  | 64:34 | 26:10 |
| 4.      | SV 1910 Kahla             | 18   | 9  | 2 | 7  | 45:44 | 20:16 |
| 5.      | VfL 1906 Saalfeld         | 18   | 7  | 2 | 9  | 51:50 | 16:20 |
| 6.      | VfB Rudolstadt            | 18   | 5  | 5 | 8  | 47:43 | 15:21 |
| 7.      | SC 1903 Weimar            | 18   | 5  | 3 | 10 | 29:50 | 13:23 |
| 8.      | VfL/MSV Richthofen Weimar | 18   | 5  | 3 | 10 | 37:61 | 13:23 |
| 9.      | VfB Jena 1911             | 18   | 5  | 2 | 11 | 35:55 | 12:24 |
| 10.     | BC 1903 Vimaria Weimar    | 18   | 2  | 2 | 14 | 29:66 | 6:30  |

|  | Kampioen, geplaatst voor Midden-Duitse eindronde |
|  | Degradatie                                       |